# Far Cry 4
『Far Cry 4』（ファークライ4）は、ユービーアイソフトモントリオールスタジオ開発、ユービーアイソフト発売のファーストパーソン・シューティングゲーム。北米では2014年11月18日、日本ではMicrosoft Windows版以外が2015年1月29日に発売された。

## 概要
ファークライシリーズ5作目。前作との物語上のつながりはないが、一部の武器、システムが（改善や変更をしたうえで）引き続き使用されている。
ストーリーを追うキャンペーンミッション以外にも、人質の解放や敵の殺害を目的としたクエストやアクティビティ、敵のウェーブを耐え抜くアリーナ、フィールド上にランダムに発生するカルマイベントなどが存在する。それ以外にも収集品のコレクタブル、動物の狩り、もしくはフィールド上の敵兵士とただ戦闘することもできる。フィールドが山岳地帯となったため、グラップルアクションやジャイロコプターといった高低差のある場所を移動する手段が追加されている。

## システム
本作のシステムは、基本的に前作「ファークライ3」のシステムを踏襲しており、そこに新たな要素が追加された形になっている。
マップとベルタワー
今作では、マップ画面は最初は白い霧に覆われており、基地の位置など以外は見にくい状態になっている。各所にあるベルタワーに登り、頂上でプロパガンダ放送を停止させることで、ベルタワー周辺の霧が晴れてマップがはっきり見えるようになる。
ミニマップ
画面左下に小さいマップが表示される。ミニマップには周辺に生えている薬草の位置や、敵の位置が表示される。
基地
マップの各所に設営されている基地には、敵の王立軍兵士や近衛兵が駐留している。基地にいる敵を全滅させるとその基地を制圧したことになり、その基地でプレイできるクエストが解放されるほか、ファストトラベルの拠点として利用できるようになる。また、その基地の周辺は安全地帯となり、敵と遭遇する機会が減少する。基地の敵を全滅させる方法はプレイヤーの自由で、遠くからライフルで狙撃することも、基地に飛び込んで強力な重火器を乱射することもできる。ただし、基地には警報機が設置されており、プレイヤーが敵に見つかると警報機で増援を呼ばれる。警報機を鳴らされたり敵に見つかったりせずに基地を制圧すると、より高い経験値を獲得できる。
要塞
マップ各所で活動する王立軍兵士や近衛兵の本拠地。南キラットと北キラットに2か所ずつ、計4か所存在する。パガン・ミンとその配下の幹部3名が、各要塞の主を務めている。
四方を高い壁に囲まれており、通常の基地よりもかなり堅牢な造りになっている。その上、警報機の数も駐留している兵士の数も多い為、制圧するのは極めて困難である。ただし、ストーリーを進めていくと特定のタイミングで要塞が弱体化するので、そのタイミングで攻めると制圧しやすい。
万能双眼鏡
双眼鏡で遠くの様子をズームして観察できる。この時、視界にいる敵や動物にマークをつけることができ、マークがついた敵や動物は、建物の影など本来はプレイヤーから見えない位置にいたとしても居場所が見えるようになる。
野生動物
前作と同様、多くの野生動物が登場する。ジャングルが舞台の前作と違い、今作ではゾウやサイが初登場し、他にもウンピョウやサンバーなど、ヒマラヤ特有の動物たちが多く登場する。前作同様、動物たちはAIによって動いており、非常にリアルな自然が表現されている。肉食動物と一部の草食動物は、プレイヤーを見つけると襲い掛かってくる。
動物を狩るとその皮を入手でき、ホルスターや弾薬ポーチなどのクラフトの材料にすることができる。特定のクエストでしか狩ることができない希少動物もおり、希少動物の皮を使うと高性能な装備品を作ることができる。
クラフト
前作同様、生き残るために必要なアイテムは「クラフト」で自分で作らなければならない。作れるアイテムは、ホルスターや弾薬ポーチなどの「装備品」と、ライフ回復やプレイヤーの一時的な強化に使用する「シリンジ」と呼ばれる薬品。装備品は野生動物の皮、シリンジは野草を使ってクラフトするが、これらの材料も自分で狩りや採集を行って集めなければならない。
テイクダウン
敵を一撃で倒す必殺技。主に敵に気づかれないように忍び寄って使用する。背後からだけではなく、正面からや水中からなど様々な技があり、経験値を貯めることで得られるスキルポイントを使って修得していく。
グラップルアクション
本作で新たに追加されたアクション。「グラップリングフック」と呼ばれる鉤爪付きのロープを使い、崖など高低差のある場所を上り下りできる。また、グラップリングフックをターザンロープのように使って、足場から足場に飛び移って進む場合もある。
ジャイロコプター
一人乗りの小型のヘリコプター。高低差のある場所などを短時間で移動することができるので、移動時間の短縮に有効。
勢力均衡ミッション
ストーリーを進めていくと何度か発生する分岐ミッション。ゴールデン・パスの2人のリーダー・サバルとアミータは、価値観と主張が対立しており、しばしば衝突している。勢力均衡ミッションは、サバルとアミータそれぞれ主張を聞き、どちらの作戦(ミッション)を実行するかをプレイヤーが選択することになる。この時どちらのキャラクターのミッションを選ぶかによって、ストーリーが分岐する。
また、この時選んだキャラクターが、次の勢力均衡ミッションまでのゴールデン・パスの実質的なリーダーとなる。最後の勢力均衡ミッションで選択したキャラクターは、最終的なゴールデン・パスのリーダーとなり、ストーリークリア後にパガンに替わってキラットで実権を握ることになる。

## ストーリー
母親の遺言に従って、故郷である南アジアの小国・キラットに遺灰を携えて訪れたエイジェイ・ゲールは、入国時にキラット王立軍と反政府勢力・ゴールデン・パスの小競り合いに巻き込まれ、そのまま王宮へと連行されてしまう。現キラット国王であるパガン・ミンと対峙したエイジェイは、その狂気に満ちた振る舞いを目の当たりにし、ゴールデン・パスの手助けにより王宮から逃亡する。
逃亡の最中、ゴールデンパスの指導者であるサバルから、自分がキラットの英雄モハン・ゲールの息子であることを知らされたエイジェイは、ゴールデン・パスに加わり、パガン・ミンの軍との戦いに身を投じていく。

## 登場組織

### 敵対組織
王立軍（Royal Army）
パガン・ミン配下の軍隊。キラット出身者で構成され、南キラットの基地や要塞に駐留している。一部はパガンを崇拝しているが、劣悪な労働環境への不満や外国出身者である彼に反感を持つ者も存在するため絶対的な忠誠を誓っている訳ではない。武力を使い国民に対して略奪・暴行の他に麻薬栽培などを行い、抵抗するものは容赦なく弾圧する。赤を基調としたボロボロの戦闘服が特徴。損傷したヘルメットやガムテープで穴を塞いだ防弾チョッキなど装備は再利用品が目立つ。
近衛兵（Royal Guard）
パガン・ミン配下の精鋭部隊。パガンと共に香港から流れた麻薬組織の人間が大半を占めており、英語や中国語(広東語)を話す。豊富な資金と装備を背景にゴールデン・パスを圧倒している。北キラットの基地や要塞に駐留している。最新鋭の防弾チョッキや強力な銃火器を有しており、南キラットの王立軍兵士を凌ぐ高い戦闘力を持つ。王立軍以上にパガンを崇拝し、絶対的な忠誠を誓っている。

### 友好組織
ゴールデン・パス（Golden Path）
パガン・ミンの支配を終わらせるために蜂起した反政府勢力。アミータとサバルの二人のリーダーに率いられており、考えの違う双方の意見衝突が度々起こっている。青い服に黄色いバンダナがトレードマークであり、装備は王立軍から鹵獲したものや、AK47やRPG-7など旧東側のものが主流で、武装されたテクニカルや民間の商用トラックを使用している。
劣勢な戦況を好転させるため、多くの犠牲を払いながらゴールデン・パスの創設者であるモハン・ゲールの息子エイジェイ・ゲールを救出した。その後は彼らと共に王立軍と戦っていくこととなる。なお、「ゴールデン・パス」とは、創設者モハンの妻であるイシュワリが託宣を受けて、モハン率いる抵抗軍が黄金の道を進軍していたという夢の内容に由来している。

## 登場人物

### ゴールデン・パス
エイジェイ・ゲール（日本語版声優：近藤孝行）
本作の主人公であるネパール系アメリカ人。1988年生まれの26歳。母イシュワリの遺言に従い、その遺灰を持ってキラットへと訪れたが、入国の際にバスが王立軍の襲撃に遭い、パガン・ミンに捕らえられる。
ゴールデン・パスのリーダーであり創設者であったモハン・ゲールの息子。生まれはキラットだが、キラットから脱出した母親に連れられてアメリカで育った。黄色人種差別が存在した当時のアメリカで母とともに苦しく貧しい生活を強いられた影響でギャングとなり、強盗の容疑で服役する。
母の遺灰をキラットの聖地・ラクシュマナに葬るべく、ゴールデン・パスとともに戦う。
サバル（日本語版声優：咲野俊介）
ゴールデン・パスの男性リーダー。36歳。南キラット出身。
保守的な価値観の持ち主で、古くからの伝統や信仰を重んじている。作戦実行時は、常に仲間の命と行いの正しさを第一に考えている。価値観が相反するアミータとは度々衝突している。
創設者のモハン・ゲールを尊敬しており、危険を冒してエイジェイの救出にやってくる。麻薬については、有害な毒物であり、麻薬に関する施設はすべて破壊すべきと考えている。
プレイヤーの行動次第では、パガン・ミン政権の崩壊後にキラットを支配するが、対立していたアミータ派のゴールデン・パス兵士を処刑するなど強権的な行動に出る。
アミータ（日本語版声優：園崎未恵）
ゴールデン・パスの女性リーダー。25歳。北キラット出身。
革新的な価値観の持ち主で、古くからの伝統や信仰、女性差別的な価値観は無くすべきと考えている。作戦実行時は、必要とあらば仲間の犠牲や麻薬施設の利用も厭わない。価値観が相反するサバルとは度々衝突している。
ゴールデン・パス初の女性メンバーとして奮闘し、苦難の末にリーダーまで登りつめた。
モハン・ゲール及びサバルの旧套墨守な考えには否定的で、エイジェイに対してもあまり好意的ではない。麻薬については、パガン打倒後、資源の乏しいキラットの主要産業にすべきだと主張している。日本語版の吹替・字幕では、麻薬を医薬品精製の材料に使い、キラットの医療問題の解決に利用すべきとの主張に改変されている。
プレイヤーの行動次第ではパガン・ミン政権の崩壊後にキラットで実権を握るが、パガン時代の麻薬栽培を継承し、抵抗する国民は武力で弾圧するというパガンと遜色のない恐怖政治を行う。
バドラ（日本語版声優：清水理沙）
次のタルン・マタラの候補者として、サバルを始め多くの人に期待されている少女。14歳。サバルとアミータの衝突を好ましく思っていない。
ロンギヌス（日本語版声優：乃村健次）
ゴールデン・パスに武器や情報を提供する武器商人。自身の過去の罪を悔いおり、狂気的な信仰心を持つ。エイジェイにミッションを依頼してくる。ファークライ2ではプロスパークーアッシとして登場していた。
ダルパン（日本語版声優：菅原雅芳）
ゴールデン・パスの主要メンバー。エイジェイがキラットに来る時に案内役として同行していたが、キラットに入ってすぐにバスが襲撃され、王立軍に囚われる。
モハン・ゲール
エイジェイの父親であり、作中では既に故人であるがゴールデン・パス内では死後も絶大な人気を誇る英傑。かつて、王政下のキラットで王の側近であったが、反体制派の蜂起によって国王が殺害され、キラットが内戦状態に陥った際に王政を維持するために王家の遠縁を自称するパガンと協力して内戦を終息させたが、王位の簒奪を狙ったパガンに裏切られる。パガンを打倒すべく反政府勢力であるゴールデン・パスを創設し、妻のイシュワリをパガンの下へスパイとして送り込んだが、パガンとイシュワリが恋仲になり、子供を儲けたことに激怒してその子を殺害するが、激高したイシュワリに殺害された。こうした人物像はあまり語られていないため、サバルを始めとするゴールデン・パスでは盲目的に英雄視されている。

### 王立軍
パガン・ミン（日本語版声優：藤原啓治）
キラットを支配する国王。48歳。香港の麻薬王のもとに生まれ育った。王位継承を巡る内戦の最中、王族と共闘して実権を握ったが、協力していた王族を殺害して現在の地位に就くという極めて利己的な性格をしている。ピンク色のスーツに金髪という奇妙な出で立ちをしており、王自ら前線に降り立って命令に背いた王立軍兵士を粛清したり、国民を愛する慈悲深い国王と謳いながら王立軍を使って圧政を敷く狂人。エイジェイの継父でもあり、彼にはとても友好的にふるまう。
ちなみに最初、パガン・ミンに捕らえられた後、何も行動しなければ、プレイヤーはパガンと対立せずに済み、あまつさえ、母の遺灰をラクシュマナに葬るのを手伝うためにヘリを貸してくれる隠しエンディングに繋がる。
Far Cry 6のDLCである「パガンの支配」ではプレイアブルキャラクターとして操作が可能。また、真エンディングでのエイジェイに向けた音声メッセージから、莫大な予算を注ぎ込んで宮殿の下にFar Cry 5の舞台となるモンタナ州を標的とした凄まじい量の核兵器が備蓄されていることを明かしていた。そのため、続編での全面核戦争による世界崩壊のきっかけとなったモンタナ向けの核兵器をパガンが用意し、それをエイジェイが発射したことが示唆されている。
ポール・"デプルール"・ハーモン（日本語版声優：桐本琢也）
パガンの配下の一人で、南キラットのバルシャコット要塞の主。キラット知事のアメリカ人。苦しみの街の監督も兼任している。家族がアメリカにおり、拷問死させた相手から取り上げた品を幼い娘に贈っている。
エイジェイによって拉致され、ゴールデン・パスに引き渡された後はバナプールにて投獄され、発狂している様子を見世物にされている。
ヌーア・ナジャール（日本語版声優：恒松あゆみ）
パガンの配下の一人で、南キラットのバガドゥール要塞の主。シャナス・アリーナの元締めと、パガン政権下での麻薬の製造を担当している。
実はパガンに家族を人質に取られており、家族の安全を条件に不本意ながらパガンに従っている。家族を救出するため、秘かにエイジェイに対して助力を申し出ていたが、既に家族が処刑されていたことを知った彼女は自殺する。なお、プレイヤーの行動によっては、家族のことを知らせずに殺害することもできる。
ユマ・ラウ（日本語版声優：北西純子）
パガンの配下の一人で、北キラットのラトゥガディ要塞の主。44歳。近衛兵を束ねるパガンの右腕であり、ドゥルゲシュ刑務所やKEO鉱山の監督も務めている。パガンとは古くから付き合いがあり、国王に即位してからパガンが変わってしまったことをイシュワリ・ゲールのせいだと確信しており、息子であるエイジェイを激しく憎んでいる。薬物の扱いに長けており、エイジェイに薬物を投与して錯乱させることもあった。
エイジェイを始末すべく、自らが盛った薬によって彼に幻覚を見せるが、幻覚を克服したエイジェイによって刺殺される。
エリック
パガンの部下で影武者。オーストラリアのメルボルン出身。45歳。白人男性だが、顔をそっくりに整形している。実はプロパガンダのポスターや紙幣に印刷されているパガンは全て彼である。エイジェイによって始末されるが、運転中のエリックを特殊モーションで殺害するとカツラだったことが判明する。
Far Cry 6のDLCにも登場し、パガンに執着する同性愛者だったことが示唆される。

### その他
ラビ・レイ・ラナ（日本語版声優：勝杏里）
ラジオ・フリーキラットのDJ。
ヨーギーとレジー（日本語版声優：石上裕一、河西健吾）
モハン・ゲールの家に勝手に住み着いている、2人組のバックパッカー。2人とも愛煙家で、口が達者で非常にテンションが高い。ヌーアの客人であり、初対面時はエイジェイを注射でこん睡させた上に、ヌーアが元締めを務めるシャナス・アリーナの闘技場に連行した。以降も、会うたびにエイジェイに注射を打って昏倒させ、装備品を奪う。
イシュワリ・ゲール
エイジェイの母で、かつてタルン・マタラであった女性。夫のモハンの指示でパガン・ミンの下にスパイとして潜入するが、共に過ごすうちにパガンと恋仲になり、彼との間に子を設ける。しかし、それを知って激怒したモハンにパガンとの子を殺害されたため、激高してモハンを殺害した。その後は息子のエイジェイと共にアメリカに逃れ、貧しく苦しい生活を送っていた。
死ぬ前に、自身の遺骨をキラットの聖地・ラクシュマナに散骨するよう、エイジェイに遺言を残した。
カリナグ
キラットの人々に信じられている神話の主人公である偉大な戦士。キラット王の命により、理想郷であるシャングリラを冒険する。キラットには彼の遺したタンカ（絵巻）が未だに存在していると言われている。

## キラット
本作の舞台である南アジアに位置する君主制の小国。四方をヒマラヤ山脈に囲まれた内陸国で、ネパール、ブータン、チベットなどの地方をモデルにしている。
北緯27度7分から北緯30度60分、東経80度9分から東経90度0分にかけての地域に存在する。西はKumsa、南はPapir Republic、東はYinkeという国・地域に隣接している。

### 政治・経済
キラット国内の政治に民主主義的性格はなく、国王による独裁が横行する絶対君主制が敷かれている。ミン政権下での国家組織の全容は不明であるが、国軍であるキラット王立軍と国策プロパガンダを行う社会広報調和省、ベルタワーの放送などから労働省なる省庁が確認されている。内戦状態であるキラットでは、公式に反乱集団として認定されているゴールデン・パスへの対抗策としてベルタワーや街宣車を利用したプロパガンダ放送が毎日のように行われている。
対外関係は不明であるが、国内には在外公館に類する施設が存在せず、また内戦中であるため入国に制限がかけられている。
キラ製茶会社、ローカン・レンガ会社、KEO(キラット鉱希土採掘社)といった企業に関する施設も多く見られるが、経済水準は低く、国民のほとんどは農業に従事している。名産のキラ茶の生産が主産業の一つだったが、ミンによって麻薬の生産へと転換させられてしまった。ラクシと呼ばれる蒸留酒の製造も盛ん。

### 文化
キラやバナシュール、ヤルンにヤクシニーといった神々の存在が広く信じられており、国内の随所に寺院・修道院・神殿・アシュラムなど信仰にまつわる建築物が存在している。「タルン・マタラ」という女性のシャーマンが存在し、キラットの土着信仰においては最も重要な存在と認識されている。

### 歴史
古くから王制国家であったが、19世紀前半にはイギリスの東インド会社の支配下にあった。1980年代に王制廃止を唱える国家主義者によるクーデターによって国王が殺害されてキラットは混乱状態となる。王室内部にいたモハン・ゲールはパガン・ミンの傭兵組織の協力を得て、国家主義者の鎮圧に成功し、皇太子を擁立して国体の維持を図るが、パガン・ミンの裏切りによって失敗した。国王に即位したパガンを失脚させるべく、モハンはゴールデン・パスを組織して、抵抗運動を始めたことにより再びキラットが内戦状態となった。
モハンはタルン・マタラである妻イシュワリを国家元首とする神権政治を主体とした宗教国家を築くことを夢想していたが、旧套に囚われた戦術が災いして戦況が悪化していた。ゴールデン・パスの勢力が衰える中、モハンはイシュワリを使ったパガンに対する工作活動を実行したが、最終的には失敗し、モハンはパガンとイシュワリの間にできた子供を殺したことにより、イシュワリに殺害された。これにより、パガンの影響力は確固としたものとなり、ゴールデン・パスは消滅こそしなかったものの急激に力を失った。

### 地域
国土は南北に地域が分かれており、キングス・ブリッジという橋だけで往来ができる。首都らしき街を含めておよそ近代的な都市部はなく、国内全域に小さな集落が点在するのみである。小国ではあるが、国内には国際空港も存在する。
国内には25ヶ所の軍事基地と17基のベルタワーがあり、その他の発見可能なロケーションは大小合わせて200以上に及ぶ。国土を大きな川が縦断しているが、急峻なヒマラヤ山脈に囲まれた地形により国外からの流入・国外への流出は見られない完全な内陸湖地域となっている。
南キラット (Kyratese Pacchim Valley)
山岳地帯が多く、起伏に富んだ地形が広がる。ゴールデン・パスの勢力が支配的である。
バナプール
国内南西端に位置する高台にある村で、ゴールデン・パスの活動拠点の一つ。ゴールデン・パスに救出された主人公エイジェイはこのバナプールへと案内される。ここから、ベルタワーの奪還や軍事基地の制圧などを行いながらキラットの解放を目指す。ゲーム序盤（Act1）の間は、このバナプールを中心とした一定範囲内の地域しか探索を行えない。
ゴールデン・パスのキャンプ
山中に佇むゴールデン・パスの秘密基地。
苦しみの街
キラットの最南部に位置し、反逆者達を監禁しておくための場所。ここに捕らわれた人々は、非人道的な拷問にかけられた末、殺されていく。管理者のデプルールがここで拷問し、殺害した者の遺品をアメリカにいる娘に土産と称し持ち帰っている。
眠れる聖人
太古に建設された巨大な偶像が立ち並ぶ谷。ミンによって取り壊されようとしている。
ティルタ村
南キラット南東部に位置。バナプールと並んで規模の大きい村。
キラ製茶工場
丘の上ののどかな茶畑に囲まれて建つ工場。現在は麻薬工場となっており、麻薬の扱いを巡ってサバルとアミータが対立する。
バルシャコット
国内最大の湖・パンカ湖のほとりに建つデプルールの要塞。社会広報調和省によって第二級記念建造物に認定されている。南キラット南部に展開する王立軍の本拠地で、デプルールを倒すとこれらの地域とこの要塞の王立軍が弱体化する。
ローカン・レンガ工場
荒廃していたが、ミン政権によって再興された工場。週7日、1日24時間稼働しており、麻薬の製造にも利用されている。
チャルジャマ修道院
古代の女神キラがキラットの言葉を創り出したと伝えられている場所。
ゲールの家
湖を望む高台に建っているモハン・ゲールの旧宅。最初は廃屋で交易所などの設備も備わっていないが、ゴールデン・パスのメンバーが務めている管理人に依頼すれば設備・装飾の追加などのアップグレードが可能。エイジェイが初めて訪れた時はヨーギーとレジーという2人組が住み着いている。
シャナス
政治に不満を抱く国民の目を逸らすため、アビナッシュ王によって1753年に建設されたアリーナ。人間同士の、時には猛獣を交えた野蛮な賭博試合が行われている。現在のものは、ヌーアと芸術文化省によって近年になってから再興されたもの。
バガドゥール
別名：ラガタワダ。ミンからヌーアに与えられた要塞。肉食魚の泳ぐ濠を持つ。南キラット北部に展開する王立軍の本拠地となっている。
キングス・ブリッジ
北キラットへと通じる唯一の橋。頑強なコンクリートと多数の王立軍に守られており緊急時には、近衛兵が増援にやってくる。ゴールデン・パスが北キラットへ進出するためにはここの確保が必須となる。
北キラット (Kyratese Uttar Region)
南キラットに比べて面積は3分の2ほどで、起伏が少なく平野が多い地域。気候は寒冷で、東部では乾燥地帯も広がる。王立軍の特に近衛兵の支配が強い地域である。
ジャレンドゥ寺院
川の中州にある、少女をタルン・マタラに任命する儀式が行われる寺院。ここでもタルン・マタラの存廃を巡ってサバルとアミータが対立する。
ラトゥ ガディ
ユマの要塞。北キラット西部に展開する王立軍の本拠地。
KEOスヴァルジア鉱山
長らく閉鎖されていたが、ミンによって再興された。坑夫たちには昼夜を問わない強制労働が課されている。
ウトカルシュ
北キラットでも有数の規模を誇る村。王立軍の支配の強い地域だが、反体制派の住民もひっそりと暮らしている。
王立軍要塞
王宮へと通じる唯一の道の途中にそびえる堅牢な要塞。
王宮
北キラット北端の山上に位置するパガン・ミンの邸宅。
ラジガド強制収容所
最も堅牢なパガン・ミンの要塞。北キラット東部に展開する王立軍の本拠地。
ドゥルゲシュ刑務所
北キラットの外れの雪深い山奥にある。ユマが運営しており、社会復帰率は93％と謳われている。

## 野生動物
哺乳類
ブタ、イノシシ、サンバー、バーラル、マレーバク、アッサムマカク、ヤク、チベットオオカミ、ドール、ラーテル、ベンガルトラ、ウンピョウ、ユキヒョウ、ツキノワグマ、ヒマラヤグマ、アジアサイ、アジアゾウ
爬虫類
ヌマワニ、ニシキセタカガメ、キノボリトカゲ、マムシ
鳥類
クロコシジロイヌワシ、ベンガルハゲワシ、ニジキジ、ネパールカラス
魚類
デーモンフィッシュ
希少動物
カーカダン、グーロ、ゴーストベア、シックスキン、シャドウレパード、スカイタイガー、テンジン、マッドデビル、暗黒水龍